# Vesicomya
Vesicomya is een geslacht van tweekleppigen uit de familie Vesicomyidae.

## Soorten
De volgende soorten zijn bij het geslacht ingedeeld:
- Vesicomya abyssicola (Allen, 2001)
- Vesicomya adamsii  (E. A. Smith, 1885)
- Vesicomya albida (Dall, 1890)
- Vesicomya alleni (Krylova, Sahling & Borowski, 2018)
- Vesicomya atlantica (E. A. Smith, 1885)
- Vesicomya bruuni (Filatova, 1969)
- Vesicomya elegantula (F. R. Bernard, 1989)
- Vesicomya filatovae (Krylova & Kamenev, 2015)
- Vesicomya galatheae (Knudsen, 1970)
- Vesicomya indica (Knudsen, 1970)
- Vesicomya katsuae (Kuroda, 1952)
- Vesicomya laevis (Pelseneer, 1903)
- Vesicomya pacifica (E. A. Smith, 1885)
- Vesicomya profundi (Filatova, 1971)
- Vesicomya sergeevi (Filatova, 1971)
- Vesicomya sirenkoi (Egorova, 1998)
- Vesicomya sundaensis (Knudsen, 1970)
- Vesicomya tasmanensis (Knudsen, 1970)